# Frattura del gomito
La frattura del gomito è un evento patologico che consiste nella frattura di una combinazione qualsiasi delle tre ossa che compongono l'articolazione del gomito. 

## Classificazione

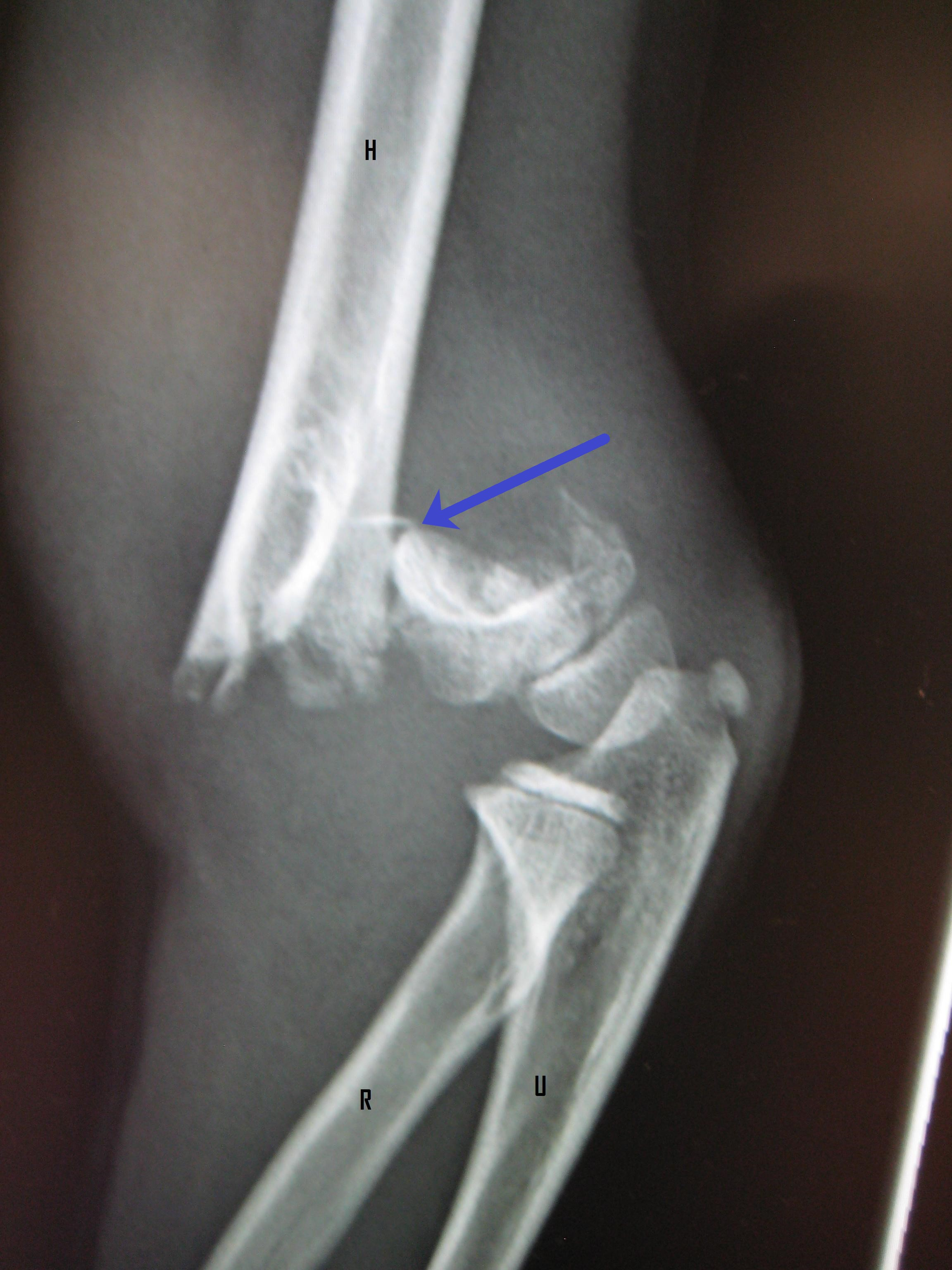
Grave frattura sovracondiloidea scomposta dell'omero in un bambino. Immagine radiologica. La freccia indica la frattura. H: omero. R: radio. U: ulna

Le fratture che possono interessare il gomito si dividono in:
- Fratture sovracondiloidee dell'omero = molto frequenti in bambini, per trauma in flessione o in estensione, associate rispettivamente ad un movimento del frammento distale dell'omero (paletta) anteriormente o dorsalmente. Molto gravi le possibili complicanze da lesione del nervo radiale e raramente il mediano, la sindrome di Volkmann, o la viziosa consolidazione in varismo o valgismo.
- Fratture dell'olecrano dell'ulna" = principalmente negli adulti per trauma diretto, richiede a volte il trattamento chirurgico
- Fratture intercondiloidee = colpiscono a "V" o a "T" l'epifisi distale dell'omero ma non sono molto frequenti.
- Fratture del capitello radiale = abbastanza frequenti legate principalmente per trauma indiretto su mano in difesa.

## Pratica diagnostica
Nella pratica diagnostica, la frattura al gomito può essere indagata mediante il test di estensione del braccio: nel caso in cui il paziente non sia in grado di effettuarlo interamente, la probabilità di trovarsi di fronte a una frattura è pari a circa il 50%; in questo caso è necessario procedere all'indagine radiografica.
La frattura può essere invece esclusa, con un'ottima accuratezza predittiva negativa (adulti: circa il 98,4%; bambini: circa il 95,8%), quanto il paziente è in grado di effettuare il test raggiungendo l'estensione completa del braccio. In questo caso è possibile evitare l'esame radiografico purché il medico visitante sia in grado di escludere una frattura dell'olecrano.

### Follow up
Nel caso in cui, superato con successo il test di estensione, non si proceda alla radiografia, sarà previsto un ritorno del paziente qualora i sintomi non si risolvano, ma persistano oltre un periodo di 7-10 giorni.